# Styracothoracidae
Styracothoracidae é uma família de crustáceos da ordem Harpacticoida.